# Лёнчичахл
Лёнчичахл (Лёнчи-Чахль, Ленчичахль) — гора высотой в 968,9 метра на территории Свердловской области и Пермского края, входит в состав хребта Ошнёр.

## Географическое положение
Гора Лёнчичахл расположена на границе муниципального образования «Ивдельский городской округ» Свердловской области, Красновишерского района Пермского края и Республики Коми, в составе хребта Ошнёр, в 40 километрах к югу от горы Отортен. Гора высотой в 968,9 метра. Со склона горы берёт исток реки Ушма (правый приток реки Лозьва).

## Описание
Зона леса до 650 метра, выше – луговая и тундровая растительность, каменные россыпи, а на вершине – плоское каменное плато. Гора расположена на территории Вишерского заповедника.

## Топоним
Люнси-Сяхыл с мансийского языка означает гора, где плакала женщина, и согласно мансийской легенде, на этой горе плакала женщина, которая заблудилась в дождь и туман; потом оказалось, что чум рядом.                   